# Ciclandelato
El ciclandelato pertenece a una clase de medicamentos llamados vasodilatadores. El ciclandelato relaja las venas y las arterias, lo que las hace más anchas y permite que la sangre las atraviese más fácilmente. Su uso es para desórdenes vasculares periféricos y cerebrovasculares.
El ciclandelato es un vasodilatador musculotrópico, aunque químicamente muy diferente, parece ejercer acciones muy similares a la papaverina. Sin embargo, sus propiedades farmacológicas apenas están caracterizadas. El ciclandelato posee acciones vasodilatadores más potentes que la papaverina in vitro. Sin embargo, los datos en la literatura médica son contradictorios y el valor terapéutico del fármaco se ha puesto a discusión.

## Efectos secundarios
Los efectos adversos del ciclandelato incluyen rubor, taquicardia, cefalea, debilidad y síntomas gastrointestinales.
El fármaco fue descontinuado en abril de 1997.

## Otros usos
Después que el laboratorio que fabricaba el ciclandelato lo descontinuara, se han estudiado los efectos del medicamento para emplearse en pacientes migrañosos. Se notó que el fármaco redujo significativamente los días con migraña y la duración de la migraña en comparación con el placebo. Sin embargo, en la profilaxis de la migraña, el ciclandelato no fue superior al placebo con respecto de los parámetros utilizados habitualmente en los ensayos de este tipo.
Así mismo se ha empleado en Amaurosis fugaz vasoespástica.